# 성결정계

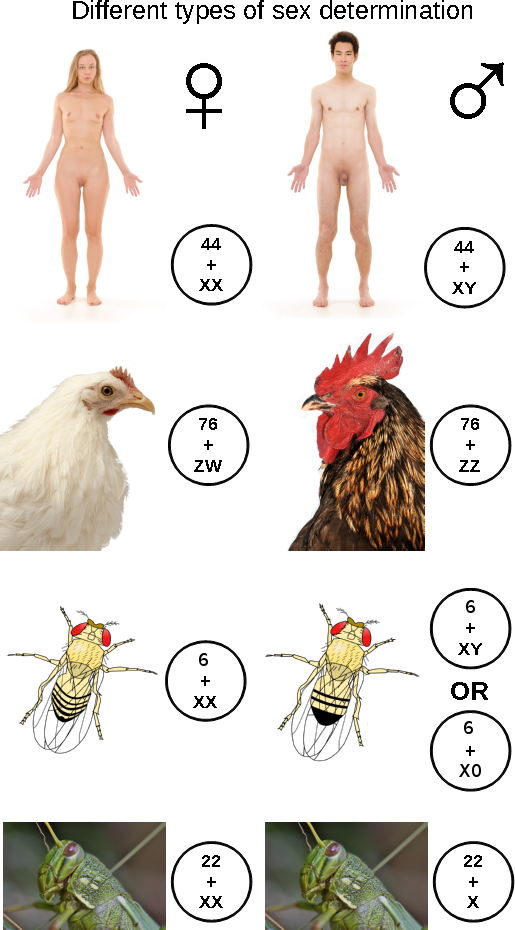

성결정계(性決定系, 영어: Sex-determination system)는 생물의 성별을 결정하는 생물학적 체계를 말한다. 성을 지닌 대부분의 생물들에게는 두 개의 생물학적 성별이 있다. 하나 또는 두 개의 성을 대신하는 암수한몸도 있다. 단성생식 때문에 오직 하나의 성만을 지닌 종들도 존재하는데 이들은 수정 과정 없이 여성 생식의 활동을 할 수 있다. 대개 성결정은 유전적이다. 암컷과 수컷은 각기 다른 대립 형질 또는 각기 다른 유전자가 있어서 성적 형태를 규정한다. 짐승의 경우 대개가 염색체의 차이를 수반한다. 유전적인 결정은 일반적으로 XY, ZW, XO, ZO, 반수배수성(haplodiploid)의 염색체 조합을 통해 이루어진다. 성의 차이는 일반적으로 주(主) 유전자, 성의 발생 장소, 그리고 여러 다른 유전자에 의해 도미노 효과를 따라 시작된다. 그 밖의 경우, 성은 환경적 변수(온도 등)나 사회적 변수(다른 개체들과의 상대적인 생물 크기)가 결정한다. 환경적 성결정은 유전적인 요인보다 앞서 일어난다: 온도에 영향을 받는 파충류의 경우 성 염색체의 조상으로 간주된다. 일부 종의 경우 집합적인 성은 없으나 특정 계기에 따라 성을 바꾼다. 성결정의 자세한 부분은 아직 완전히 검증되지는 않았다.

## 개요
성의 표현은 유전적으로 결정되는 경우와 환경 조건 등에 의해 결정되는 경우가 있다. 이 때 앞의 경우를 '유전학적 성 결정', 뒤의 경우를 '표현적 성 결정'이라고 한다.  예를 들어, 녹조식물의 싱경이에서는 종류나 품종에 의해 성이 결정되어 있어 어떤 종류에서는 한그루에 생기는 배우자 사이에서 융합이 일어나는 반면, 다른 종류에서는 서로 다른 그루의 배우자 사이에서만 융합이 이루어지므로, 융합이 일어나는 그루를 세분하면 2개의 무리로 나누어지게 된다.  이러한 관계는 유전적 성 결정을 하는 것에는 성 결정의 유전자인 F와 M의 2개가 서로 대립되는 위치에 있기 때문에 어미 그루는 F와 M의 어느 한쪽만을 갖게 되므로, 각각의 그루에서는 F나M의 어느 하나만을 가진 배우자가 만들어지게 되는 것이다.  한편, 표현적 성 결정을 하는 것에는 F와 M이 같은 염색체에 들어 있어서 M쪽의 성을 발현하느냐 F쪽의 성을 발현하느냐는, 배우자 형성이나 또는 방출된 배우자가 놓인 환경에 의해 상당히 임의적으로 결정된다고 여겨진다.

## 같이 보기
- 테트라하이메나 - 7개의 성이 있다.
- 성선택
- 성역전

## 참고 문헌
- Majerus, M. E. N. 《Sex wars: genes, bacteria, and biased sex ratios》. Princeton University Press. 250쪽. ISBN 0-691-00981-3. 2011년 11월 4일에 확인함.